# آتوپومیرمکس
آتوپومیرمکس (نام علمی: Atopomyrmex) نام یک سرده از تیره مورچه است.